# Бекі Галсвіг
Ребекка Лінн «Бекі» Ґалсвіґ (англ. Rebecca Lynn Gulsvig, нар. 25 серпня 1982, Мургед) — американська актриса, співачка та танцюристка.

## Раннє життя
Галсвіг народилася в Мурхеді, штат Міннесота, дочка Патриції Кей (уродженої Нельсон) і Крістофера Галсвіга. Вона має норвезьке коріння. Її мати — вчитель, а батько — фінансовий радник. Вона відвідувала середню школу Мурхед, Троллвудську школу виконавчих мистецтв та Майстерню танців та акторства Ред Рівер.

## Кар'єра
Перша роль Галсвіг була роль Венді в гастрольній постановці Пітера Пена. Вона виступила на Бродвеї у «Лаку для волосся» у ролі Ембер Фон Тассл і створила роль Лейлані у бродвейській постановці «Законно блондинка: Мюзикл», вивчившии ролі Елль Вудс, Серени та Марго. Її також можна побачити у рекламному ролику Verizon . Вона знялася в ролі Елль Вудс у північноамериканському національному турне «Legally Blonde the Musical» з початку туру у вересні 2008 року до його закінчення у серпні 2010 року. За цю роль вона була висунута на премію Хелен Хейс у 2009 році як «Видатна головна актриса в нерезидентському виробництві». Гальсвіг виконала пісню «Так набагато краще» наживо на церемонії вручення премій «Тоні 2009».
У 2015 році Галсвіг зіграла Сінтію Вейл у національному турі по США «Beautiful: The Carole King Musical». 10 жовтня 2016 року Галсвіг повернулася на Бродвей у «Школі року» в ролі Патті.
Починаючи з жовтня 2018 року, Галсвіг зіграла Беверлі Басс у національному турі «Come from Away» аж до середини 2019 року. У жовтні 2019 року було оголошено, що вона буде наступником Дженн Коллелла, яка виконувала роль першою, в компанії «Бродвей», починаючи з 12 листопада 2019 року. 22 січня 2020 року було оголошено, що Галсвіг зіграє свою остаточну виставу в ролі 1 березня, а замінить її Рейчел Такер.

## Особисте життя
У 2006 році Гальсвіг одружилася з Тайлером Фішером, з яким познайомилася під час роботи на круїзному лайнері.

## Сценічні виступи
- Baby Case, Театральна компанія «Арден», Філадельфія, жовтень 2001-листопад 2001 року, ансамбль[8]
- Лак для волосся оригінального виробництва Бродвею, 2002, Understudy: «Amber Von Tussle», «Lou Ann» та «Amber Von Tussle»
- Grease, Millburn, Нью-Джерсі, Paperhouse Mill Playhouse, 2003, «Patty Simcox»
- Бродвею великим планом, Девід Зіппель, концертний зал Меркіна, Манхеттен, Нью-Йорк, 25 вересня 2006 р.[9]
- Юридична блондинка мюзиклу, оригінальна постановка на Бродвеї, 2007 р.: «Лейлані», ансамбль, ансамбль для «Elle Woods», «Margot» та «Serena»
- Юридично блондинка мюзикл, тур по США, 2008—2010, «Елле Вудс»
- Les Miserables, Веро Біч, штат Флорида, Театр Ріверсайду, 2013, «Епонін»
- Розчарований, театр при церкві Св. Климента, 4 грудня 2014 р. — 25 січня 2015 р .; та Театр Вестерсайду на виїзді з Бродвею (наверх), 7 квітня 2015 р. — 14 червня 2015 р.[10]
- Красиво: The Carole King Musical, US Tour, 2015, «Сінтія Вейл»
- Школа рок-музики Оригінальний бродвейський твір, 2016, «Патті»
- Південно-Тихоокеанський Кейп Плейхаус, 2018, «Прапорщик Неллі Форбуш»
- Come From Away US Tour, 2018, «Беверлі та інші»
- Come From Away Broadway, 2019, «Беверлі та інші»[11]